# Caso Mirage
El caso Mirage es el nombre con el que se conoce un caso de corrupción en Chile, a propósito de la compra en 1994 de 25 aviones Dassault Mirage 5 dados de baja por Bélgica, operación que significó un desembolso de 109 millones de dólares, de los cuales 15 millones habrían sido destinados al pago de sobornos y comisiones ilegales a intermediarios y altos oficiales de la Fuerza Aérea de Chile (FACh).  

## Antecedentes

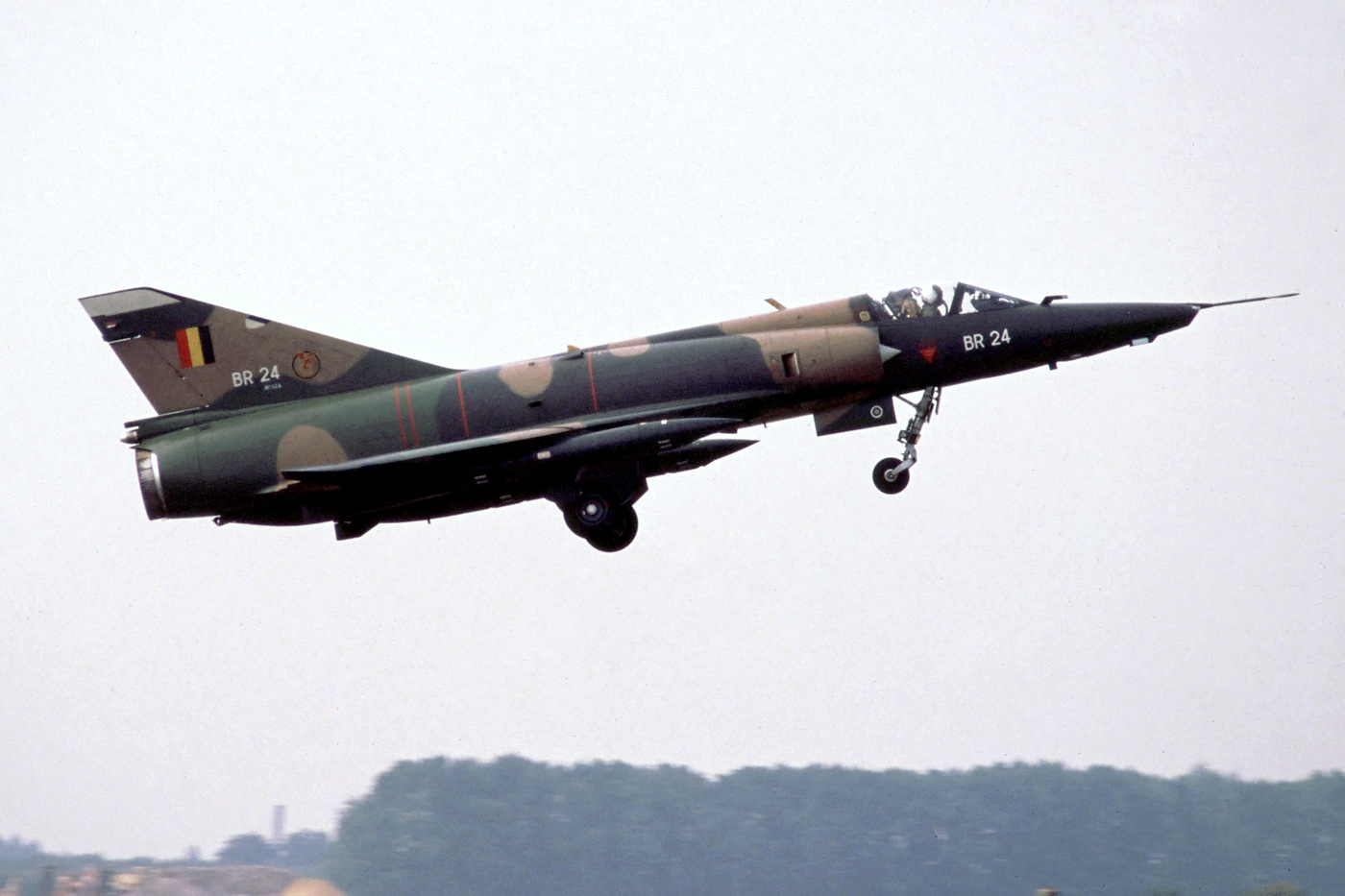
Mirage 5BA belga despegando en 1989.

A principios de la década de 1990, la FACh estaba buscando un reemplazo para sus antiguos cazas Hawker Hunter. En 1992, el presidente chileno Patricio Aylwin realizó una visita de estado a Bruselas, ocasión en la que habría habido «una participación desusadamente numerosa por parte de la FACh» esgrimiéndose como la instancia en que se habrían iniciado los primeros contactos entre militares de ambos países para la adquisición de los aviones Mirage.
En 1993, la FACh inició las negociaciones con el Componente Aéreo del Ejército Belga para adquirir 25 aviones Mirage de reconocimiento. El contrato fue finalmente suscrito en julio de 1994, por el entonces comandante en jefe de la FACh Ramón Vega Hidalgo, y los aviones arribaron a Chile en 1995, siendo denominados Mirage Elkan («guardián» en mapudungún). Ese mismo año, se suicidó en Bruselas el exjefe del Estado Mayor belga Jacques Lefebvre, quien confesó el pago de comisiones a intermediarios chilenos en la venta de los aviones Mirage, tras lo cual la justicia belga abrió una investigación por corrupción.

### Uso y calidad de las aeronaves
Los Mirage 5 comprados a Bélgica sufrieron «una tasa impresionante de accidentes durante el tiempo que malamente aguantaron volando en Chile», protagonizando cinco accidentes aéreos serios entre 1999 y 2006, evidenciándose, entre otros desperfectos mecánicos, problemas en sus trenes de aterrizaje. Los aviones belgas duraron oficialmente entre diez y once años en servicio en Chile, pese a que se estimaba inicialmente una vida útil de más de 20 años. Incluso antes de que fueran sacados de circulación muchos servían como mera decoración en la entrada de bases aéreas como Cerro Moreno en Antofagasta y en la Academia de Guerra Aérea de Las Condes. Así, los Mirage-Elkan se convirtieron en los aviones que menos ha durado en el inventario aeronáutico de la defensa nacional chilena.

## Investigación
Según la investigación belga, se habrían destinado 15 millones de dólares por concepto de comisiones ilegales a, al menos, cinco intermediarios: entre ellos el yerno de Vega, el ciudadano británico-holandés Bernard van Meer, quien habría recibido US$ 2,7 millones. Asimismo, la investigación de la justicia belga se habrían detectado depósitos efectuados a cuentas de tres hijos de Vega, así como transferencias a intermediarios en la venta, incluyendo al empresario Conrado Ariztía, al coronel en retiro Luis Bolton y a los generales en retiro Jaime Estay Viveros y Florencio Dublé Pizarro.
En enero de 1999, el diputado Nelson Ávila sacó a la luz sospechas de sobornos relacionados con el trato con base en los documentos de Lefebvre incautados por investigadores belgas. Ávila sospechaba que el intermediario clave en el trato era el chileno Carlos Honzik, controlador de las cuentas de Berthier Investment Inc. Honzik, quien había fallecido en 2001, había cofundado Berthier con el exabogado de Augusto Pinochet, Óscar Aitken, y un exdirector de FAMAE, el general Guillermo Letelier Skinner. La FACh respondió con una investigación interna y un informe de 3.800 páginas argumentando que ninguno de sus oficiales había recibido sobornos y que no había participado en el flujo de fondos. Además, el informe argumentó que no había defectos en los aviones y equipos recibidos, lo que sugeriría un desvío de fondos.
En mayo de 2003, un exhorto enviado desde Bélgica al Ministerio de Relaciones Exteriores de Chile, se solicitaba a la justicia chilena investigar el vínculo de Vega y Van Meer, descubriéndose que este último participó en varias de las reuniones con Lefebvre y otros ejecutivos de Europavía y Sabca, empresas que debían materializar la venta por los Mirage. Dentro de la carpeta de la investigación constaba un fax enviado el 3 de diciembre de 1993 por Van Meer a Lefebvre, donde se indicaba que Vega «estaba muy interesado en la propuesta belga», pidiendo expresamente proteger su parentesco con Vega de modo que su nombre no aparezca «mencionado en ningún momento» y que «las comunicaciones oficiales deberían ser vía el señor Honzik, el representante de Sabca y Europavía». Las investigaciones resultantes en Bélgica y Chile encontraron que la proporción sustancial de las comisiones manejadas por Berthier Investment Inc. estaban divididas entre varios oficiales militares chilenos y sus familias, así como otros traficantes de armas estrechamente asociados con el estamento militar en Chile.
Producto de la investigación, el general Vega Hidalgo fue detenido en enero de 2009 en la base aérea El Bosque, tras ser notificado del procesamiento en su contra como autor del delito de malversación de caudales públicos, imputándosele haber recibido comisiones por 2,9 millones de dólares durante el proceso de compra de los aviones. El ministro en visita de la investigación en Chile, el juez Omar Astudillo, también procesó a los generales Estay y Dublé y al coronel Luis Bolton como cómplices del mismo delito. Al primero se le imputaba haber recibido 65 mil dólares por concepto de comisiones ilegales y a los dos siguientes 60 mil dólares cada uno, quedando todos detenidos en El Bosque. Respecto al excomandante en jefe de la FACh, Astudillo esgrimió que «el proceso evidencia la realización de operaciones bancarias en beneficio de sus dos hijas, de su hijo y del cónyuge de una de sus hijas, relativas a dineros que derivan directamente o que no pueden sino provenir del precio pagado por Chile con motivo de la compra de los aviones Mirages».
En paralelo, una comisión parlamentaria investigó la compra de los Mirage y publicó su informe en 2010, en el que responsabilizaba a los expresidentes Eduardo Frei Ruiz-Tagle y Patricio Aylwin, así como a sus ministros de Defensa Nacional Patricio Rojas y Edmundo Pérez Yoma, respectivamente. por no evitar la corrupción asociada con el negocio.

## Condenas
En febrero de 2017, el juez Astudillo logró establecer que 6,3 millones de dólares que estaban perdidos producto de la compra se encontraban en Liechtenstein, en una cuenta abierta por el empresario checo Carlos Honzik con el fin de repartir los dineros a altos oficiales de la FACh. Producto de la investigación, Astudillo absolvió a los exmilitares Dublé y Bolton como cómplices, y dictó condenas en primera instancia para las siguientes personas:
- El general en retiro Jaime Estay fue condenado a 100 días de pena remitida como cómplice de malversación de caudales públicos por recibir 65 mi dólares por concepto de comisiones ilegales, y a tres años de inhabilitación para ejercer cargos públicos, una multa de 11 UTM (507.507 pesos chilenos de la época), el 50 por ciento de las costas de la causa y una indemnización al fisco chileno.
- Henriette Bahna, esposa del empresario checo Carlos Honzik —entonces fallecido—, fue condenada a 61 días remitidos como encubridora de malversación de caudales públicos por haber entregado 15 millones de dólares en comisiones a altos oficiales de la Fuerza Aérea de Chile por la compra de los aviones Mirage, debiendo también pagar 11 UTM y el 50% de las costas de la causa judicial, y el comiso de 7.550.700 francos suizos. Con todo, fue absuelta del delito de lavado de activos.

En octubre de 2019, la Corte de Apelaciones de Santiago confirmó dichas sentencias y mantuvo la condena civil a favor del fisco chileno respecto de Estay, para la restitución de 15 millones de dólares, de los cuales cerca de la mitad se encontraban a esa fecha depositados y retenidos en un banco en Suiza, suma respecto de la cual se había decretado un secuestro judicial preventivo por parte de la justicia suiza.
El general Ramón Vega Hidalgo fue sobreseído como autor de delito de malversación de caudales públicos, tras su fallecimiento en 2014.